# اچ‌ام‌ای‌اس هوبرت (دی ۳۹)
اچ‌ام‌ای‌اس هوبرت (دی ۳۹) (به انگلیسی: HMAS Hobart (D 39)) یک کشتی بود که طول آن ۴۴۰ فوت ۳ اینچ (۱۳۴٫۱۹ متر) بود. این کشتی در سال ۱۹۶۴ ساخته شد.